# Граф Сируэла

Герб города Сируэла, провинция Бадахос, резиденции сеньоров и графов де Сируэла.

Граф де Сируэла — испанский дворянский титул. Он был создан 28 ноября 1470 года королем Кастилии Энрике IV для Хуана де Веласко (? — 1482), сеньора де Сируэла и племянника констебля Кастилии. Название титула происходит от названия населенного пункта Сируэла, сейчас — провинция Бадахос, автономное сообщество Эстремадура.
В 1711 году эрцгерцог Карл Габсбург, претендент на испанский престол, возвел графа Сируэла в звание гранда Испании. Позднее новый король Испании Филипп V подтвердил это. Нынешним владельцем титула является Хакобо Фиц-Джеймс Стюарт и Мартинес де Ирухо, 14-й граф де Сируэла (род. 1954), третий сын Марии дель Росарио Каэтаны Альфонсы Виктории Евгении Франциски Фитц-Джеймс Стюарт и Сильвы, 18-й герцогини Альба (1926—2014), известный как Хакобо Сируэла.

## История
В 1373 году король Кастилии Альфонсо XI пожаловал город Вильянуэда-де-Сируэла (Сируэла) в области Эстремадура во владение Фернану Пересу де Портокарреро в качестве поместья. Последний построил крепость для защиты территорий от набегов арабов. 14 июня 1378 года он продал Сируэлу Хуану Альфону де Альбукерке, который, в свою очередь, продал поместье Марине Альфон Тисон.
Вероятно, из-за продажи, сеньория де Сируэла оказалась во владении французского рыцаря Мосена Арнао де Сольера, племянника Бертрана Дюгеклена. После его смерти поместье перешло к его старшей дочери Марии де Сольер, которая стала женой Хуана де Веласко, сеньора Медина-де-Помар, дворецкого короля.
У Марии де Сольер и Хуана де Веласко был сын Эрнандо де Веласко, который в 1434 году унаследовал поместья Сируэла и женился на Элеоноре Каррильо де Альборнос. 7 января 1447 года Эрнандо и Элеонора основали майорат Вильянуэва-де-Сируэла для своего первенца, Хуана де Веласко, получив разрешение от короля Кастилии 18 октября 1439 года.
28 ноября 1470 года король Кастилии Энрике IV пожаловал Хуану де Веласко титул 1-го графа де Сируэла в награду за его участие в битве при Ольмедо в 1467 году.
Хуан де Веласко был женат на Леонор де Мендоса и Гусман. В 1482 году после смерти Хуана де Веласко графский титул унаследовал его сын, Франсиско де Веласко и Мендоса, 2-й граф де Сируэла (? — 1505).
С 1692 года носителем титула являлся Антонио Веласко и де ла Куэва, 13-й граф де Сируэла (? — 1750), сын Кристобаля де Веласко и де ла Куэва и Марии де Альрельяно и Толедо. Во время Войны за испанское наследство Антонио Веласко и де ла Куэва поддерживал австрийскую партию. 22 сентября 1711 года австрийский эрцгерцог Карл Габсбург, претендент на испанскую корону, пожаловал ему звание гранда Испании. 5 декабря 1726 года король Испании Филипп V, конкурент Карла Австрийского, подтвердил за графом де Сируэла звание гранда Испании.

## Графы де Сируэла
- Хуан де Веласко (ум. 1482), 1-й граф де Сируэла;

1. Был женат на Леонор де Мендоса, дочери Руя Диаса де Мендоса, 1-го графа де Кастрохериса, и Беатрис Перес де Гусман и Сильва.

- Франсиско де Веласко и Мендоса (ум. 1505), 2-й граф де Сируэла, сеньор де ла вилья де Роа, сеньор Вальес де Перния и Сервера.

1. Был женат на Франсиске Каррильо де Кордоба, дочери Мартина Альфонсо де Монтемайор, 4-го сеньора де Алькаудете, и Марии Фернандес де Кордоба, дочери Диего Фернандеса де Кордобы и Монтемайора, 1-го графа де Кабра, маршала Кастилии, и Марии Каррильо де Альборнос. Ему наследовала их дочь:

- Леонор де Веласко и Каррильо де Кордоба (ум. 1529), 3-я графиня де Сируэла, сеньора де Сервера, де Перния и де Вильериас-де-Кампос.

1. Муж — Кристобаль де ла Куэва и Веласко (ум. 1542), сеньор де Роа, сеньор де лас Вильес де Вильялобон и Кастехон, Роа и Торре Галиндо, сын Бельтрана де ла Куэвы, 1-го герцога де Альбуркерке, и Марии де Веласко и Мендоса, вдовы Хуана Пачеко, маркиза де Вильена, дочери Педро Фернандеса де Веласко, 2-го графа де Аро, и Менсии де Мендоса.

- Хуан де Веласко и ла Куэва, 4-й граф де Сируэла, сеньор де ла вилья де Роа, сеньор де лось Вальес де Перния и Сервера;

1. 1-я жена — Франсиска Каррильо Мессиа, сестра Гонсало Мессиа Каррильо, сеньора де ла Гуардия и Сантофимия, 1-го маркиза де ла Гуардия, дочь

Родриго Мексия Карриольо, сеньора де ла Гуардия, и Майор де Фонсека, дочери Альфонсо де Фонсеки и Марии де Толедо. Первый брак бездетен.
1. 2-я жена — Менсия де Карденас, дочь Бернардино де Карденаса и Пачеко, 2-го герцога де Македа, 1-го маркиза Эльче, вице-короля Наварры и Валенсии, и Изабель де Веласко, дочери Иньиго Фернандеса де Веласко, 2-го герцога де Фриас, и Марии де Товар, сеньоры де Берланга. Второй брак также был бездетным.

- Габриэль де Веласко и ла Куэва (ум. 1580), 5-й граф де Сируэла, сеньор де лас вилья де Роа, де Вальес де Сервера де Рио Писуэрга, де Кастехон и де Вильялобон

1. Был женат на Терезе де Суньига, дочери Педро де Суньиги, маркиза де Агилафуэнте, сеньоре де Бальтанас, и Терезе де Суньиге, дочери Франсиско де Суньига и Авельянеда, 3-го графа де Миранда-дель-Кастаньяр, вице-короля Наварры, и Марии Энрикес де Карденас, сестре Диего де Карденаса, 1-го герцога де Македа;

- Кристобаль де Веласко и ла Куэва (ум. 1633), 6-й граф де Сируэла, 5-го сеньор де да вилья де Роа, сеньор де лос Вальес де Перния и Сервера и де Рио Писуэрга;

1. 1-я жена — Анна де Поррес и Медрано, сеньоре де Агонсильо и каса де Медрано, старшая дочь Лопе де Порреса и Медрано, сеньора де Агонсильо, и Марии де Кастехон
2. 2-я жена — Мария Исабель Манрике де Варгас, дочь Диего де Варгаса, 1-го сеньора де ла Вилья де ла Торре де Эстебан Хамбран, и Анны Манрике, дочери Гомеса Гонсалеса де Бутрона и Мугики, 3-го сеньора де Арамайона, и Луизы Манрике, сестры Педро Манрике, епископа Кордовы, и Хуана Манрике, 3-го маркиза де Агилар-де-Кампоо. Ему наследовал его сын от первого брака:

- Габриэль де Веласко и де ла Куэва, 7-й граф де Сируэла, сеньор де ла вилья де Роа, де лос Вальес де Сервера и Перния, Кастехон, Вильялобон и де Агонсильо, майордом королевы Изабеллы Французской;

1. Супруга — Виктория Пачеко и Колонна, дочь Хуана Пачеко, 2-го маркиза де Керральбо, капитан-генерала Галисии, и Инес де Толедо Колонна, 4-й маркизы де Вильяфранка-дель-Бьерсо, 1-й герцогини де Фернандина. Ему наследовал его сын:

- Хуан Веласко де ла Куэва и Пачеко (1608—1652), 8-й граф де Сируэла, сеньор де вилья де Роа, де лос вальес де Сервера и Перния, Кастехон, Вильялобон, губернатор Великого Миланского герцогства (1641—1643). Был не женат и не имел детей. Ему наследовал его младший брат:
- Гаспар де Веласко и ла Куэва (ум. 1651), 9-й граф де Сируэла (с 1649 года), сеньор де ла вилья де Роа, де лос Вальес де Сервера и Перния, Кастехон, Вильялобон и де Агонсильо. Ему наследовала его сестра:
- Ана Мария Веласко де ла Куэва (ум. 1680), 10-я графиня де Сируэла (с 1651 года), сеньора де ла вилья де Роа, де лос Вальес де Сервера и Перния, де Кастре. Ей наследовала её сестра:
- Леонор де Веласко и ла Куэва, 11-я графиня де Сируэла, 5-я маркиза де Серральбо (наследница Хуана Антонио Пачеко Осорио и де ла Куэва, 5-го маркиза де Керральбо, 1-го графа де Вильялобос, умершего в 1680 году), сеньора де ла вилья де Роа, де лос Вальес де Сервера и Перния, де Кастехон и Вильялобон, де Агонсильо и Каса де Медрано и де ла Риоха. Ей наследовал:
- Кристобаль де Веласко и де ла Куэва и Каррильо де Мендоса (1621—1692), 12-й граф де Сируэла (с 1689 года), потомок 6-го графа де Сируэла от второго брака, сеньор де Ногуэрос, 10-й сеньор де ла вилла де Роа, сеньор де лас Вальес де Сервера де Рио Писуэрга и де Перния, де лас вильяс де Кастехон и Вильялобон.
- Был женат с 1655 года на Марии де Арельяно и Толедо, дочери Антонио Рамиреса де Арельяно, сеньора де Гело, и Каталины де Толедо и Энрикес де Гусман, старшей дочери Алонсо Антонио де Толедо и Мендоса, сеньора де Вильяфранка-дель-Кастильо, 1-го маркиза де Вильямайна, кавалера Ордена Сантьяго, и Марии Энрикес де Гусман. Ему наследовал его сын:
- Антонио де Веласко и де ла Куэва (ум. 1730), 13-й граф де Сируэла (с 1692 года), гранд Испании (назначен эрцгерцогом Карлом Австрийским 22 сентября 1711 года, подтвержден в этом звании 5 декабря 1726 года), 11-й сеньор и 10-й майорат де ла вилла де Роа, сеньор де лос Вальес де Перния и де Сервера де Рио Писуэрга, де Кастехон и Вильялобон;

1. Супруга — Луиза де Ларкон, 3-я графиня де Вальверде, сеньора де ла вилья де Вальверде, и де лас де Талаюэлас (её первым мужем был Габриэль де Оканья и Аларкон Венегас, 4-й сеньор де ла вилья дель Посуэло, умерший в 1676 году), старшая дочь и наследница Диего Франсиско де Севальос Руис де Аларкона Бомонта и Наварры, 2-го графа де Вальверде, сеньора де ла каса де Аларкон эн Куэнка, и его второй жены, Антонии де Монтоя и Гусман, дочери Диего де Монтоя и да ла Торре, и Луизы де Гусман

- Педро Мигель де ла Куэва и Гусман (1712—1762), 15-й граф де Сируэла. Сын Хуана Гаспара де Веласко и Рамиреса де Арельяно, сына 12-го графа де Сируэла, и Микаэлы де Гусман и Спинола, дочери 1-го маркиза де ла Мина;

1. Жена с 1735 года Бенита Антония Энрикес де Наварра и Давалос, дочь 2-го маркиза де Пеньяфуэнте. Ему наследовал их единственный сын:

- Мигель де ла Куэва и Энрикес де Наварра (1743—1803), 16-й граф де Сируэла;

1. Жена с 1766 года Каэтана Мария де ла Серда и Чернезио Одескальски, дочь Хоакина Марии де ла Серда и Тельес-Хирона, маркиза де ла Лагуна де Камеро Виехо, и Хосефы Марии Чернезио и Гусман, 4-й графини де Парсент. Ему наследовал их сын:

- Хосе Мигель де ла Куэва и де ла Серда (1775—1811), 17-й граф де Сируэла;

1. Супруга — Эсколастика Гутьеррес де лос Риос и Сармьенто, дочь 4-го графа де Фернан-Нуньес. Ему наследовала их единственная дочь:

- Мария Луиза де Сильва Веласко иде ла Куэва Руис де Аларкон, 18-я графиня де Сируэла, 2-я маркиза де Санта-Клара, 5-я графиня де Вальверде;

1. Была замужем за Лукой Спинолой и Спинолой. Ей наследовал их дочь:

- Мариана Франсиска Спинола де Сильва де Веласко и де ла Куэва, 19-я графиня де Сируэла, 3-я маркиза де Санта-Клара, 6-я графиня де Вальверде;

1. 1-й муж — Франческо Мария Спинола (1712—1754), принц де Мольфетта, 5-й герцог де Сан Педро де Галатино.
2. 2-й муж — Франческо де Паула Бальби ди Мари.[1] Второй брак был бездетным. Ей наследовала её дочь от первого брака:

- Мария Изабелла Спинола (1795—1801), 20-я графиня де Сируэла, 4-я маркиза де Санта-Клара, 7-я графиня де Вальверде;

1. Супруг — Мартин Фернандес де Веласко, 12-й герцог де Фриас, 4-й герцог де Арион, 16-й граф Альба-де-Листе, 16-й граф де Аро, граф де Салазар, маркиз де Сильэруэро, 5-й маркиз дель Фресно, 5-й виконт де Саукильо. Брак был бездетным;

- Мария дель Росарио и Осорио (1854—1904), 21-я графиня де Сируэла. Дочь Мануэля Паскуаля Луиса Карлоса Феликса Фортунато Фалько, 14-го маркиза Алмоназира, и Марии дель Пилар, 3-й герцогини Фернан Нуньес.

1. Супруг с 1877 года Карлос Мария Фитц-Джеймс Стюарт, 16-й герцог Альба (1849—1901). Ей наследовал их старший сын:

- Хакобо Фитц-Джеймс Стюарт и Фалько (1878—1953), 22-й граф де Сируэла;

1. Жена с 1920 года Мария дель Росарио де Сильва и Гуртубай (1900—1934), дочь Альфонсо де Сильва и Фернандеса де Кордобы (1877—1955), 16-го герцога Альяга, и Марии дель Росарио Гуртубай (1879—1948). Ему наследовала его единственная дочь:

- Мария дель Росарио Каэтана Фитц-Джеймс и Сильва (1926—2014), 23-я графиня де Сируэла;
- Хакобо Фитц-Джеймс Стюарт и Мартинес де Ирухо (род. 1954), 24-й граф де Сируэла, редактор и основатель издания Сируэла в Издательстве Аталанта.